# Río Tulumayo (Río Chanchamayo)
Der Río Tulumayo ist der rechte Quellfluss des Río Chanchamayo in Zentral-Peru, in den Provinzen Concepción, Jauja und Chanchamayo der Verwaltungsregion Junín.

## Flusslauf
Der Río Tulumayo entspringt in der Cordillera Huaytapallana auf einer Höhe von etwa 4800 m, 3 km nördlich des Hauptgipfels Huaytapallana (5557 m). Der Río Tulumayo wird von einem Gletscherrandsee gespeist. Er fließt in überwiegend nordnordwestlicher Richtung durch die peruanische Zentralkordillere. Bei Flusskilometer 35 treffen die Nebenflüsse Río Maranchocha von rechts sowie Río Tambillo von links auf den Río Tulumayo. Dieser wird unmittelbar darauf, bei Flusskilometer 34,5 von der Chimay-Talsperre aufgestaut. Unterhalb dieser wird das meiste Wasser über eine 9170 m lange Leitung dem Wasserkraftwerk Chimay zugeführt. Unterhalb diesem, 500 m oberhalb der Einmündung des Río Monobamba, gelangt das Wasser wieder in den Fluss. Der Río Tulumayo fließt entlang dem östlichen Stadtrand von San Ramón, bevor er auf den von Westen kommenden Río Tarma trifft und sich mit diesem zum Río Chanchamayo vereinigt.